# Eisenbahnverstaatlichungsgesetz (Japan)
Das Eisenbahnverstaatlichungsgesetz (jap. 鉄道国有法, Tetsudō Kokuyū-hō) ist ein im Jahr 1906 vom japanischen Reichstag beschlossenes Gesetz, das es dem Staat ermöglichte, bedeutende private Bahngesellschaften durch Kauf zu verstaatlichen. Als Folge davon wurden innerhalb eines Jahres 17 Gesellschaften erworben, die zusammen 4525,4 km Eisenbahnstrecken betrieben. Dadurch konnte der Staat die Länge seines eigenen Streckennetzes verdreifachen und Privatbahnen waren für mehrere Jahrzehnte auf regionalen Verkehr beschränkt. Um die zahlreichen neuen Strecken effizienter verwalten zu können, schuf die Regierung im Jahr 1908 das Eisenbahnamt, das spätere Eisenbahnministerium.

## Ausgangslage
1872 wurde die erste Bahnstrecke auf japanischem Boden eröffnet. Der Bahnbau blieb daraufhin fast ein Jahrzehnt lang ausschließlich Sache des Staates, kam jedoch wegen Geldmangels und hoher Inflation nur schleppend voran. Deshalb gestattete die Regierung im Jahr 1881 die Gründung privater Bahngesellschaften. Die von Matsukata Masayoshi eingeleiteten Reformen des Finanzwesens führten ab 1885 zu einem wirtschaftlichen Aufschwung, was wiederum die Gründung zahlreicher privater Bahngesellschaften nach sich zog. 1887 erließ die Regierung eine Verordnung, die einheitliche Baunormen vorschrieb. Der Staat beschränkte sich zunächst auf den Bahnbau in Zentraljapan, insbesondere die Tōkaidō-Hauptlinie zwischen Tokio und Kōbe, während die Privaten hauptsächlich nördlich bzw. westlich davon tätig waren.
Inoue Masaru, der Direktor der staatlichen Eisenbahnbehörde, schlug 1891 erstmals die Verstaatlichung der wichtigsten Privatbahnen vor, woraufhin die Regierung ein entsprechendes Gesetz ausarbeitete. Im folgenden Jahr lehnte der Reichstag den Gesetzesentwurf zwar ab, genehmigte aber ein Eisenbahnbaugesetz, das verbindliche Routen festlegte, die entweder vom Staat oder von Privaten gebaut werden sollten. Dadurch konnten Konkurrenzstrecken weitgehend vermieden werden. Aufgrund einer Rezession hatte der private Bahnbau zwischenzeitlich einen massiven Rückschlag erlitten, erholte sich aber ab 1893 wieder. Weitere Gesetzesentwürfe zur Eisenbahnverstaatlichung scheiterten in den Jahren 1892, 1899 und 1900.
Während des Russisch-Japanischen Kriegs von 1904/05 spielten Eisenbahnen eine mitentscheidende Rolle. Dennoch waren die Kaiserlich Japanische Armee und ihre politischen Unterstützer unzufrieden mit ihrer Leistungsfähigkeit. Sie machten mangelnde Koordination zwischen Staats- und Privatbahnen dafür verantwortlich, dass das volle Potenzial nicht ausgeschöpft worden sei. Ebenso argumentierten sie, dass eine Staatsbahn eher in der Lage sei, die Frachtraten zu senken. In einer Verstaatlichung sahen sie zudem die beste Möglichkeit, die Eisenbahnen vor dem Zugriff ausländischer Investoren zu schützen. Diese Ansichten waren umstritten, zumal entsprechende gesetzgeberische Maßnahmen bei einem Fortbestand der Privatbahnen ausreichend gewesen wären. Die Gegner der Verstaatlichung waren der Ansicht, die zahlreichen Verspätungen und Unzulänglichkeiten seien nicht auf eine Rivalität zwischen Staats- und Privatbahnen zurückzuführen, sondern vielmehr die Folge davon, dass fast alle Strecken noch immer eingleisig und somit systembedingt überlastet waren.

## Beschluss
Die Armee, die nach dem Krieg enorm an Prestige gewonnen hatte, konnte sich schließlich mit ihren Argumenten zu einem großen Teil durchsetzen. Das Kabinett von Premierminister Saionji Kimmochi legte im März 1906 einen Gesetzesentwurf vor, der die Verstaatlichung von 32 privaten Bahngesellschaften vorsah. Das Shūgiin (Abgeordnetenhaus) stimmte der Vorlage am 16. März zu. Hingegen änderte das Kizokuin (Oberhaus) die Vorlage in seiner Sitzung am 27. März ab und strich 15 kleinere Gesellschaften aus der Liste der zu übernehmenden Gesellschaften. Noch am selben Tag übernahm das Unterhaus die vorgenommenen Änderungen und verabschiedete das Gesetz, wenn auch unter heftigem Protest der Gegner, die sich der Abstimmung verweigerten. Außenminister Katō Takaaki, der eng mit dem Mitsubishi-Zaibatsu verbunden war, hatte bereits am 3. März aus Opposition gegen das Gesetz seinen Rücktritt erklärt.
Das Gesetz legte folgende Formel zur Berechnung des Kaufpreises fest: Der Durchschnitt des Nettogewinns aller Halbjahresperioden von der ersten Jahreshälfte 1902 bis zur zweiten Jahreshälfte 1905, multipliziert mit den gesamten Baukosten bis zum Zeitpunkt der Übernahme, und nochmals multipliziert mit 20. Somit belief sich der Kaufpreis auf insgesamt rund 480 Millionen Yen.

## Folgen
Obwohl das Gesetz eine Frist von zehn Jahren gewährte, um die 17 Gesellschaften zu übernehmen, dauerte dieser Prozess schließlich nur gerade anderthalb Jahre. Die Übernahmen erfolgten schrittweise ab 1. Oktober 1906 und waren bereits am 1. Oktober 1907 abgeschlossen. Die Streckenlänge der staatlichen Eisenbahn erhöhte sich um 4525,4 km, ihr Marktanteil stieg von unter 50 % auf mehr als 90 %. Zu den bisherigen 30.000 staatlichen Angestellten kamen innerhalb kurzer Zeit 48.000 weitere Mitarbeiter hinzu. Der Einfluss der Privaten beschränkte sich fortan auf Vorortsverkehr, Straßenbahnen und kurze Lokalbahnen im ländlichen Raum. Die früheren Aktionäre erhielten als Entschädigung staatliche Anleihen, die sie in die rasch expandierende Schwerindustrie investierten – eine von der Regierung gewünschte Entwicklung.
Die staatliche Eisenbahnbehörde, die zuvor lediglich eine Dienststelle innerhalb des Kommunikationsministeriums gewesen war, wurde 1908 in eine direkt dem Kabinett unterstellte Behörde umgewandelt, das Naikaku Tetsudō-in (内閣鉄道院, „Eisenbahnamt des Kabinetts“). Dessen erster Direktor Gotō Shimpei trat für das Prinzip einer „großen Familie“ ein, worauf sich im gesamten Personal ein Gefühl der Einheit zu entwickeln begann. 1909 führte das Eisenbahnamt ein neues einheitliches Baureihenschema ein, das die von den Vorgängergesellschaften übernommenen Schemata ersetzte. Das im selben Jahr erlassene Eisenbahnbuchhaltungsgesetz trennte die Eisenbahnbuchhaltung von der allgemeinen staatlichen Buchhaltung. Sie gewährte dem Eisenbahnamt damit eine gewisse Eigenständigkeit und stellte sicher, dass der Staat allfällige Defizite nicht mit den aus dem lukrativen Bahnverkehr erzielten Überschüssen beglich. Stattdessen flossen die Überschüsse in den weiteren Ausbau des Bahnnetzes.
Aus dem Eisenbahnamt entstand 1920 das Eisenbahnministerium, das wiederum 1949 in die öffentlich-rechtliche Japanische Staatsbahn überging. Mit der Privatisierung der Staatsbahn zog sich der Staat 1987 aus dem Schienenverkehr zurück.

## Übersicht der Verstaatlichungen
Die Bahngesellschaften wurden wie folgt verstaatlicht:
| Datum             | Bahngesellschaft       | Länge     | Kaufpreis     | Lokomotiven | Reisewagen | Güterwagen |
| ----------------- | ---------------------- | --------- | ------------- | ----------- | ---------- | ---------- |
| 1. Oktober 1906   | Hokkaidō Tankō Tetsudō | 329,1 km  | 30.997.000 ¥  | 79          | 102        | 1.753      |
| 1. Oktober 1906   | Kōbu Tetsudō           | 44,7 km   | 14.600.000 ¥  | 13          | 62         | 266        |
| 1. November 1906  | Nippon Tetsudō         | 1385,3 km | 142.495.000 ¥ | 368         | 857        | 6.411      |
| 1. November 1906  | Gan’etsu Tetsudō       | 79,7 km   | 2.521.000 ¥   | 6           | 23         | 112        |
| 1. Dezember 1906  | San’yō Tetsudō         | 667,7 km  | 78.850.000 ¥  | 152         | 534        | 2.075      |
| 1. Dezember 1906  | Nishinari Tetsudō      | 7,4 km    | 1.705.000 ¥   | 4           | 23         | 227        |
| 1. Juli 1907      | Kyūshū Tetsudō         | 712,6 km  | 118.856.000 ¥ | 256         | 391        | 7.148      |
| 1. Juli 1907      | Hokkaidō Tetsudō       | 255,9 km  | 11.452.000 ¥  | 27          | 44         | 265        |
| 1. August 1907    | Kyōto Tetsudō          | 35,7 km   | 3.341.000 ¥   | 5           | 60         | 100        |
| 1. August 1907    | Hankaku Tetsudō        | 113,1 km  | 7.010.000 ¥   | 17          | 44         | 260        |
| 1. August 1907    | Hokuetsu Tetsudō       | 138,1 km  | 7.777.000 ¥   | 18          | 74         | 298        |
| 1. September 1907 | Sōbu Tetsudō           | 117,8 km  | 12.871.000 ¥  | 24          | 121        | 274        |
| 1. September 1907 | Bōsō Tetsudō           | 63,4 km   | 2.157.000 ¥   | 9           | 32         | 95         |
| 1. September 1907 | Nanao Tetsudō          | 55,4 km   | 1.491.000 ¥   | 4           | 19         | 77         |
| 1. September 1907 | Tokushima Tetsudō      | 34,6 km   | 1.341.000 ¥   | 5           | 25         | 46         |
| 1. Oktober 1907   | Kansai Tetsudō         | 442,9 km  | 36.130.000 ¥  | 121         | 571        | 1.273      |
| 1. Oktober 1907   | Sangū Tetsudō          | 42,0 km   | 5.729.000 ¥   | 10          | 88         | 74         |